# R. J. Mitchell
Reginald Joseph Mitchell (20 de mayo de 1895-11 de junio de 1937) fue un ingeniero aeronáutico inglés, más conocido por ser el diseñador del Supermarine Spitfire.

## Primeros años
R.J. Mitchell nació en el 115 Congleton Road, Butt Lane, Kidsgrove, Staffordshire, Inglaterra. A la edad de 16, después de dejar el colegio Hanley, ganó la oportunidad de ser aprendiz en Kerr Stuart & Co., fabricante de locomotoras situada en Fenton. Al final del período como aprendiz comenzó a trabajar en la oficina de dibujo de Kerr Stuart y al mismo tiempo continuó sus estudios de ingeniería y matemáticas en una escuela nocturna.

## Carrera en la aviación
En 1917 se unió a la compañía Supermarine Aviation Works con sede en Southampton, Inglaterra. Su avance dentro de la compañía fue rápido, nombrado Diseñador en Jefe en 1919, Ingeniero en Jefe en 1920 y Director Técnico en 1927. Era tan respetado que cuando la compañía Vickers adquirió Supermarine en 1928 puso como una de las condiciones que Mitchell se quedara como diseñador por los próximos cinco años.
Entre 1920 y 1936 Mitchell diseñó 24 aviones incluyendo aviones ligeros, cazas, bombarderos, aviones anfibios e hidroaviones tales como el Supermarine Walrus y el Supermarine Stranraer. Sin embargo, es más recordado por su trabajo en la serie de hidroaviones de competición de Supermarine para el Trofeo Schneider, que culminó con el Supermarine S.6B y por el caza Supermarine Spitfire.
El S.6B ganó el Trofeo Schneider en 1931, poco después el S.6B rompió el récord mundial de velocidad. Mitchell fue galardonado con la Orden del Imperio Británico en 1932 por su contribución en los vuelos de alta velocidad. La experiencia de Mitchell con aviones de alta velocidad, tal como el S6B, motivó al Ministerio del Aire a entregar la Lista de Especificaciones del Ministerio del Aire a Supermarine para el diseño de un nuevo avión de combate, aun cuando esta compañía fabricaba básicamente hidroaviones.

## Spitfire
El 20 de febrero de 1932 Mitchell presentó su diseño  Supermarine Modelo 224 llamado por Mitchell "The Shrew" (La Musaraña). Su primer vuelo fue el 19 de febrero de 1934; sin embargo fue rechazado poco después por la Real Fuerza Aérea británica debido a su pobre desempeño. En 1933, durante la construcción del 224, Mitchell fue autorizado por Supermarine para trabajar en un nuevo diseño: el Modelo 300, un monoplano construido totalmente en metal que luego llegaría a ser el Supermarine Spitfire. Originalmente este modelo era una aventura privada de Supermarine, pero la RAF se interesó rápidamente y el Ministerio del Aire financió un prototipo.
Muchos de los avances técnicos del Spitfire ya habían sido creados por otros: las delgadas alas elípticas eran similares a las del Beberly Shenstone o a las del Heinkel He 70 Blitz, los radiadores bajo las alas habían sido ensayados por la RAE, mientras que la construcción monocasco había sido desarrollada originalmente en los Estados Unidos. La genialidad de Mitchell estriba en haber integrado todos estos elementos, junto con su experiencia en alta velocidad y la experiencia obtenida con el Modelo 224.

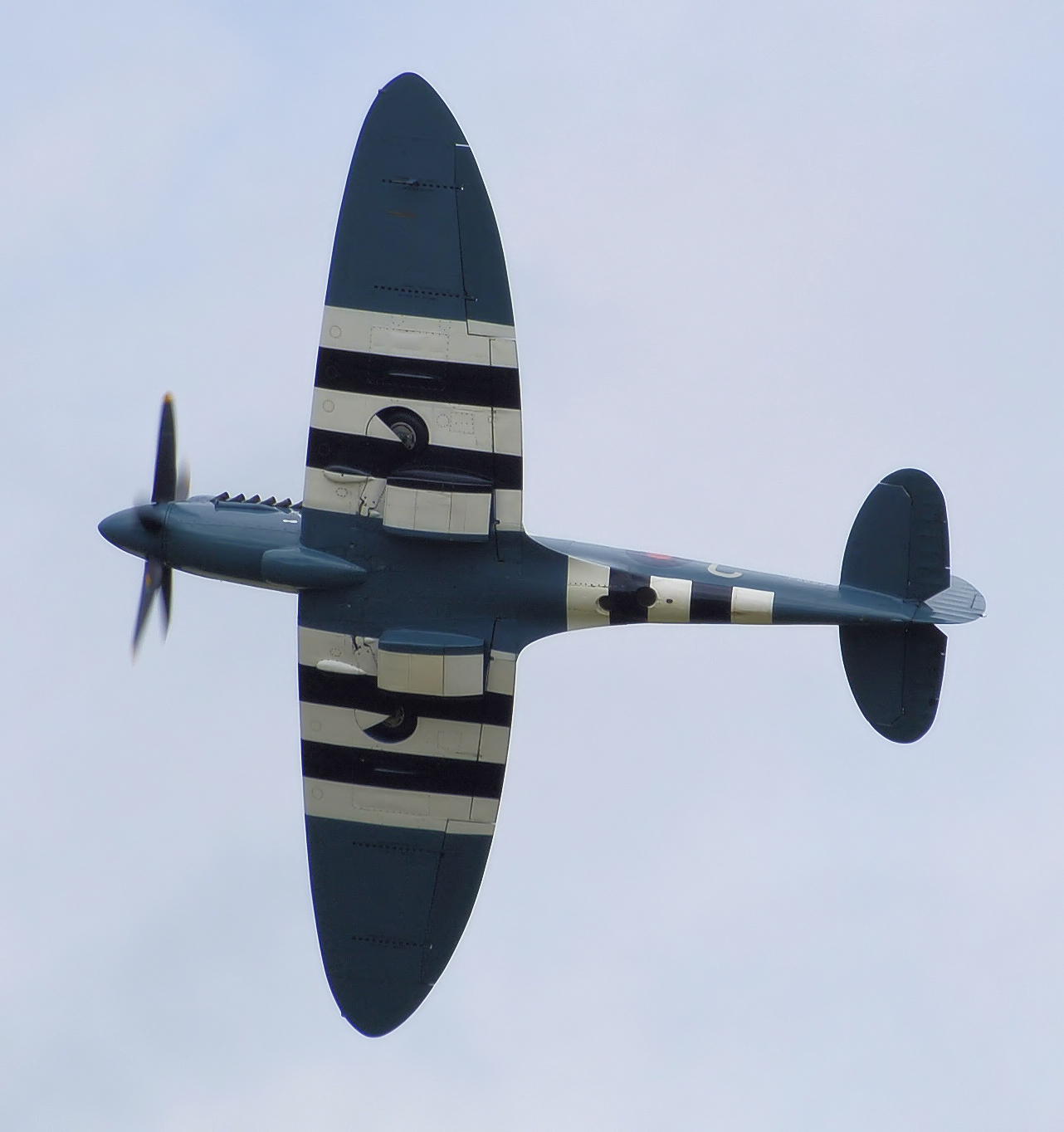
Supermarine Spitfire Mk.XIX in 2008

El primer prototipo del Spitfire, número de serie K5054, (a la derecha) voló por primera vez el 5 de marzo de 1936 en Eastleigh, Hampshire. En pruebas posteriores el avión alcanzó las 349 millas por hora (561,66 km/h), gracias a esto, la RAF ordenó la producción de 310 aviones mucho antes de que las pruebas concluyeran. Acerca del nombre, se dice que Mitchell alguna vez dijo que "Spitfire" es "el tipo de nombre a la vez cómico y sangriento que solo ellos podrían haber seleccionado".

## Últimos años
A finales de 1933, Mitchell fue sometido a una colostomía para tratar un cáncer rectal. A pesar de ello continuó trabajando, no solo en el Spitfire, sino también en un bombardero de cuatro motores, el Modelo 317. Además, tomó lecciones de vuelo, algo inusual en esos días para un diseñador de aviones, y obtuvo su licencia de piloto en julio de 1934.
En 1936 fue diagnosticado con cáncer nuevamente y dejó de trabajar a principios de 1937, sin embargo fue visto varias veces presenciando las pruebas del Spitfire. Durante un mes visitó la Fundación Americana en Viena, pero murió en junio de 1937 a la edad de 42 años. Su vida, sus sacrificios y su lucha para seguir adelante a pesar del dolor y de la muerte inminente fueron el objeto de la película del actor Leslie Howard The First of the Few, filmada en 1942. Esta película creó algunos mitos, en particular, Mitchell no trabajó hasta morir, aunque si hizo muchos sacrificios para seguir adelante con su proyecto. Él vivió una vida plena y en sus últimos años estuvo trabajando principalmente en el proyecto del avión bombardero.
Mitchell fue sucedido en el cargo de Diseñador en Jefe en Supermarine por Joseph Smith, quien fue el responsable por el desarrollo posterior del Spitfire. El diseño de Mitchell fue tan bueno que permitió ser mejorado constantemente durante la Segunda Guerra Mundial. A diferencia de su contemporáneo, el Hawker Hurricane que rápidamente se volvió obsoleto. Se construyeron cerca de 22 000 Spitfires y derivados.

## Vida personal
En 1918, Mitchell se casó con Florence Dayson, con quien tuvo un hijo llamado Gordon. Mientras trabajó en el Spitfire en Woolston y Eastleigh, él y su familia vivieron in Portswood, Southampton, en el 2 Russell Place.

### Familia
El hijo de Mitchell el Dr. Gordon Mitchell contó la historia de su padre en dos libros "R.J. Mitchell - World Famous Aircraft Designer" ("R.J. Mitchell - Famoso Diseñador a Nivel Mundial") y "R.J.Mitchell -Schooldays to Spitfire" ("R.J. Mitcell - De los días de escuela al Spitfire"). En 1946 Gordon se casó con Alison Barrow y ellos tuvieron tres niños: David, Adrian y Penny. Ellos pasaron la mayoría de sus vidas en Tilehurst, Reading. Alison murió el 30 de abril del 2005, luego de una larga enfermedad. Gordon Michell murió el 24 de julio del 2009 dos semanas después de sufrir una caída en su casa en Cotswolds.
A finales de 1980 Penny, la hija de Gordon, dio a luz dos niños, Nick y Emma. En septiembre de 2005, toda la familia de Mitchell viajó a Londres para presenciar la develación de una estatua hecha por Stephen Kettle y que fue expuesta en el Museo de Ciencias hasta enero del 2008.